# 江陰段氏
江陰段氏（カンウムダンし、강음단씨）は、朝鮮氏族の一つ。

## 起源
段氏は中国陝西省京兆にルーツを持つ。春秋戦国時代の鄭の第3代王叔段の子孫が段を姓にしたとされる。

## 始祖
始祖は、中国江蘇省江陰出身の段一河である。江陰段氏の世系によると、一河は1509年文科状元となり、內院直閣となった。息子の載聖もまた、1522年に文科状元となり、冀州按廉使を務めた。
その後、一河の玄孫希詳が1509年に科挙に合格明参政となり、1597年の丁酉再乱時に、援兵を率い、摠兵将として朝鮮に渡った父段万里に従い、平壌に土着した。豊壌趙氏の趙益輔の娘と結婚し、朝鮮にとどまり、東来祖となった。子孫は段万里を中始祖とし、本貫を江陰とした。江陰は別名は花山といい、現在の北朝鮮黄海北道金川郡にあたる。

## 人物
希詳の息子仕良が父祖の功勲により佐郎になり、孫慕東は、従仕郎まで出世し大いに栄えた。
その後、希詳の玄孫の五星が英祖時代に嘉善大夫同知中枢府事長男兌炯は通訓大夫、軍資監正を務め、息子鵬瑞は工曹参議となった。
その他には、工曹参判兼五衛都摠府副摠を務めた段福顕とその息子[段基完]も有名である。段福顕の子孫は京畿道高陽郡、段基完の子孫は竜仁市などに広がった。段潤浩が義禁府都事、段東柱が內蔵院通信監を務めた。

### 現代の人物
- 段泗川（1914年 - 2001年） : 海星グループ会長。
- 段熙晟 : 前三養ラーメン副社長

## 科挙及第者
朝鮮時代の武科及第者2人を輩出した。
武科
- 段泰輝（1705年生） : 英祖1年（1725年）乙巳増広試丙科96位
- 段光奎（1782年生） : 純祖13年（1813年）癸酉増広試丙科39位

## 行列字
| ○世孫  | 9        | 10       | 11       | 12       | 13       | 14       | 15                | 16       | 17       |
| ------ | -------- | -------- | -------- | -------- | -------- | -------- | ----------------- | -------- | -------- |
| 行列字 | 현（顯） | 기（基） | 치（致） | 호（鎬） | 주（柱） | 희（熙） | 배（培） 수（壽） | 호（鎬） | 택（澤） |

## 人口
大韓民国統計庁人口調査によると、韓国内に1985年には720人、2000年には587人、2015年には588人の江陰段氏が居住していた。2000年の人口分布では、ソウル262人、釜山16人、大邱5人、仁川42名、大田14人、蔚山5人、京畿道198人、江原道7人、忠清北道3人、忠清南道22人、全羅北道1人、全羅南道2人、慶尚北道5人、慶尚南道5人である。

### 集姓村の分布
- 京畿道九里市
- 京畿道富川市
- 京畿道水原市
- 京畿道安養市
- 大邱広域市
- 釜山広域市
- ソウル特別市
- 仁川広域市
- 忠清南道論山市
- 忠清南道洪城郡[3]